# Epicoccum granulatum
Epicoccum granulatum är en lavart som beskrevs av Penz. 1882. Epicoccum granulatum ingår i släktet Epicoccum och familjen Pleosporaceae.   Inga underarter finns listade i Catalogue of Life.